# Пильвишкяй
Пильвишкяй (лит. Pilviškiai) — местечко в Вилкавишкском районе Литвы, административный центр Пильвишкяйского староства. Расположено в 55 км от Каунаса, на реке Шешупе при впадении в неё рек Вишакис и Пильве.

## География
Местечко Пильвишкяй находится в северо-восточной части района. Расстояние до Вилкавишкиса составляет 15 км. Железнодорожная станция Пильвишкяй.

## Население
| 1810                           | 1827 | 1862 | 1888 | 1897 | 1923 | 1959 |
| ------------------------------ | ---- | ---- | ---- | ---- | ---- | ---- |
| 592                            | 888  | 1888 | 2291 | 2325 | 2358 | 1283 |
| 1970                           | 1979 | 1980 | 1986 | 1989 | 2001 | 2011 |
| 1232                           | 1468 | 1420 | 1477 | 1961 | 1493 | 2305 |
| 2020                           | -    | -    | -    | -    | -    | -    |
| 2500                           | -    | -    | -    | -    | -    | -    |
| Гистограмма динамики населения |      |      |      |      |      |      |

## Достопримечательности
- Троицкая церковь (1997)